# Wereldkampioenschappen badminton 2007
De 16e wereldkampioenschappen badminton worden van 13 tot 19 augustus 2007 georganiseerd in Kuala Lumpur (Maleisië). Het toernooi werd georganiseerd door de Wereld Badminton Federatie BWF. Er werd gestreden om vijf titels, te weten:
- Mannen enkelspel
- Vrouwen enkelspel
- Mannen dubbelspel
- Vrouwen dubbelspel
- Gemengd dubbelspel

De Chinezen bewezen nog maar eens hun suprematie in deze sport. Ze pakten de beide titels in het enkelspel en ook in het dubbelspel bij de vrouwen waren ze de sterkste. De overige twee dubbelspeltitels gingen naar Indonesië dat met vier medailles ver in de schaduw bleef van de Chinezen die 11 medailles wonnen. Voor het eerst stond een badmintonner uit Hongkong op het podium.

## Belgische deelnemers
Namens België deden drie deelnemers mee aan het toernooi, allen in het dubbelspel.
In het mannendubbel vormden Frederic Mawet en Wouter Claes een duo. Ze wonnen in de eerste ronde, maar de blessure die Mawet opliep tijdens de voorbereidingsweek in Maleisië werd zo erg dat zij zich moesten terugtrekken. In deze tweede ronde zouden ze tegenover de latere bronzenmedaillewinnaars komen te staan.
In het gemengd dubbel zijn dit Wouter Claes en Nathalie Descamps. Zij verloren in de eerste ronde.
| Naam                           | Onderdeel          | Resultaat | Tegenstanders (uitslagen)                                                                         |
| ------------------------------ | ------------------ | --------- | ------------------------------------------------------------------------------------------------- |
| Wouter Claes Frederic Mawet    | mannen dubbelspel  | 2e ronde  | 1R: Giovanni Traina / Luigi Izzo (21-17, 21-16) 2R: Tan Fook Choong / Wan Wah Lee (niet gespeeld) |
| Wouter Claes Nathalie Descamps | gemengd dubbelspel | 1e ronde  | 1R: Peng Soon Chan / Chiou Hwee Haw (18-21, 7-21)                                                 |

## Nederlandse deelnemers
Namens Nederland deden tien badmintonners mee.
In het enkelspel bij de mannen kwamen de als 15e geplaatste Dicky Palyama en Eric Pang uit. Palyama werd in de derde ronde uitgeschakeld door de regerend kampioen Lin Dan die met succes zijn titel verdedigde. Pang sneuvelde in de tweede. Bij de vrouwen waren dit de als 8e geplaatste Yao Jie en Judith Meulendijks. Beiden werden uitgeschakeld in de tweede ronde. Meulendijks overkwam dit tegen de latere bronzenmedaillewinnares Lu Lan.
In het dubbelspel deden vier Nederlandse duo's mee. Ze werden allen in de eerste ronde uitgeschakeld, behalve het als laatste genoemde duo, dat de tweede ronde haalde. Bij de mannen was dit het duo Ruud Bosch en Koen Ridder, bij de vrouwen Rachel van Cutsen en Paulien van Dooremalen en in het gemengd dubbel de duo's Ruud Bosch / Paulien van Dooremalen en Jorrit de Ruiter / Ilse Vaessen.
| Naam                                     | Onderdeel          | Resultaat | Tegenstanders (uitslagen)                                                                          |
| ---------------------------------------- | ------------------ | --------- | -------------------------------------------------------------------------------------------------- |
| Dicky Palyama                            | mannen enkelspel   | 3e ronde  | 1R: Kaveh Merabi (21-15, 21-13) 2R: Nabil Lasmari (21-18, 14-21, 21-11) 3R: Lin Dan (18-21, 17-21) |
| Eric Pang                                | mannen enkelspel   | 2e ronde  | 1R: Sergey Ivlev (21-15, 21-6) 2R: Lee Chong Wei (7-21, 11-21)                                     |
| Ruud Bosch Koen Ridder                   | mannen dubbelspel  | 1e ronde  | 1R: Shuichi Sakamoto / Shintaro Ikeda (14-21, 14-21)                                               |
| Judith Meulendijks                       | vrouwen enkelspel  | 2e ronde  | 1R: Hye Youn Hwang (21-10, 21-12) 2R: Lu Lan (18-21, 13-21)                                        |
| Yao Jie                                  | vrouwen enkelspel  | 2e ronde  | 1R: geen wedstrijd 2R: Ella Karachkova (20-22, 21-14, 17-21)                                       |
| Rachel van Cutsen Paulien van Dooremalen | vrouwen dubbelspel | 1e ronde  | 1R: Chou Chia Chi / Ku Pei-ting (21-19, 14-21, 7-21)                                               |
| Ruud Bosch Paulien van Dooremalen        | gemengd dubbelspel | 1e ronde  | 1R: Keita Masuda / Miyuki Maeda (13-21, 22-20, 17-21)                                              |
| Jorrit de Ruiter Ilse Vaesen             | gemengd dubbelspel | 2e ronde  | 1R: Robert Ciobotaru / Alexandra Milon (21-14, 21-12) 2R: Xu Chen / Zhao Tingting (19-21, 10-21)   |

## Medailleoverzicht
| Onderdeel          | Goud                         | Zilver                     | Brons                           |
| ------------------ | ---------------------------- | -------------------------- | ------------------------------- |
| Mannen enkelspel   | Lin Dan                      | Sony Dwi Kuncoro           | Bao Chunlai                     |
| Mannen enkelspel   | Lin Dan                      | Sony Dwi Kuncoro           | Chen Yu                         |
| Vrouwen enkelspel  | Zhu Lin                      | Wang Chen                  | Lu Lan                          |
| Vrouwen enkelspel  | Zhu Lin                      | Wang Chen                  | Zhang Ning                      |
| Mannen dubbelspel  | Markis Kido Hendra Setiawan  | Jung Jae-sung Lee Yong-dae | Tan Fook Choong Wan Wah Lee     |
| Mannen dubbelspel  | Markis Kido Hendra Setiawan  | Jung Jae-sung Lee Yong-dae | Shuichi Sakamoto Shintaro Ikeda |
| Vrouwen dubbelspel | Yang Wei Zhang Jiewen        | Gao Ling Huang Sui         | Zhang Yawen Wei Yili            |
| Vrouwen dubbelspel | Yang Wei Zhang Jiewen        | Gao Ling Huang Sui         | Kumiko Ogura Reiko Shiota       |
| Gemengd dubbelspel | Nova Widianto Lilyana Natsir | Zheng Bo Gao Ling          | Xie Zhongbo Zhang Yawen         |
| Gemengd dubbelspel | Nova Widianto Lilyana Natsir | Zheng Bo Gao Ling          | Flandy Limpele Vita Marissa     |

## Medailleklassement
| Plaats | Land       | Goud | Zilver | Brons | Totaal |
| 1      | China      | 3    | 2      | 6     | 11     |
| 2      | Indonesië  | 2    | 1      | 1     | 4      |
| 3      | Hongkong   | 0    | 1      | 0     | 1      |
| 3      | Zuid-Korea | 0    | 1      | 0     | 1      |
| 5      | Japan      | 0    | 0      | 2     | 2      |
| 6      | Maleisië   | 0    | 0      | 1     | 1      |
| Totaal | Totaal     | 5    | 5      | 10    | 20     |

Malmö 1977 · 
Jakarta 1980 · 
Kopenhagen 1983 · 
Calgary 1985 · 
Peking 1987 · 
Jakarta 1989 · 
Kopenhagen 1991 · 
Birmingham 1993 · 
Lausanne 1995 · 
Glasgow 1997 · 
Kopenhagen 1999 · 
Sevilla 2001 · 
Birmingham 2003 · 
Anaheim 2005 · 
Madrid 2006 · 
Kuala Lumpur 2007 · 
New Delhi 2009 · 
Parijs 2010 · 
Londen 2011 ·
Guangzhou 2013 ·
Kopenhagen 2014 ·
Jakarta 2015 ·
Glasgow 2017 · 

Nanjing 2018 ·
Bazel 2019 ·
Huelva 2021 ·
Tokio 2022 ·
Kopenhagen 2023